# Divertimento (Bartók)
A Divertimento Bartók Béla háromtételes zenekari műve (Sz 113, BB 118), mely a svájci karmester-mecénás, Paul Sacher felkérésére született 1939-ben. Bemutatójára Bázelben került sor 1940-ben Paul Sacher és zenekara, a Bázeli Kamarazenekar előadásában. A mű Bartók három bázeli remekművének utolsó darabja, európai alkotókorszakát lezáró műve.

## Keletkezéstörténet
A Bázeli Kamarazenekar alapítója és vezető karmestere, Paul Sacher 1939-ben kérte fel Bartókot egy újabb zenekari mű megírására. Sacherről és zenekaráról Bartóknak jó emlékei voltak: a nekik írt Zene húros hangszerekre, ütőkre és cselesztára című zenekari darabja 1937-ben óriási sikert aratott a premieren, és Sacher intézte 1937-ben a Szonáta két zongorára és ütőhangszerekre c. művének a Kortárs Zene Nemzetközi Társasága (ISCM) részéről történt felkérését is. A jelentős vagyonnal bíró, ambiciózus karmester, a kortárs zene elkötelezett támogatója újabb zenekari művet várt tőle. Bartók ezzel a neoklasszicista kompozícióval válaszolt a megkeresésre.
Bartókot ilyen tervek már régóta foglalkoztatták, kedvet érzett egy barokkos, concerto-jellegű darab megírásához. Nem állt egyedül ezzel: Paul Hindemith már másfél évtizeddel korábban komponált barokkos koncertzenét Koncertmusik címen, Igor Stravinsky ugyancsak Bach brandenburgi versenyeinek szellemét támasztotta fel egy 1938-ban, amerikai megrendelésre írt kompozícióban, a Concerto in Es „Dumbarton Oaks”-ban. Bartók nem akart mintákat követni, és valószínű, hogy Stravinsky darabjáról nem hallott, Hindemith zenéje pedig soha nem érdekelte túlságosan.
Sacher 1939 nyarán bázeli otthonában látta vendégül Bartókot és családját, majd – miután Pásztory Ditta, Bartók felesége és fia, Bartók Péter hazautazott, Saanen mellett bérelt egy kis kunyhót számára. Csaknem két hét alatt megszületett a mű, az alkotás körülményeiről Bartók idősebb fiának, ifj. Bartók Bélának 1939. aug. 18-án küldött levelében számol be: 
Valahogyan régi világbeli muzsikusnak érzem magam, akit mecénása vendégül hívott. … mindenről ők gondoskodnak – egyedül lakom – egy néprajzi objektumban: teljesen szabályszerű parasztházban. … Újabban még az idő is kedvez nekem …  kirándulásokat illetőleg hiába kedvez, nem használhatom: dolgoznom kell. És éppen Sacher számára: megrendelés (valamit vonószenekarra); … 15 nap alatt elkészültem vele (egy kb. 25 perces mű), éppen tegnap fejeztem be.
A koncepció picit módosult, megmaradt ugyan a barokkos concerto grosso elv, azaz a szólistacsoport és a teljes együttes hangtömbjének váltakozása, a concerto címet viszont Bartók elvetette, s némi tétovázás után a 17., 18. század szórakoztató műfaja után divertimentónak keresztelte el. Bár Bartók Divertimentója nem a klasszikus értelemben vett szórakoztató muzsika: lényegesen jelentősebb, komolyabb súlyú mondanivaló hordozója.
A Divertimento premierjén Bartók nem tudott részt venni. Sacher megtette a magáét, s a bázeli közönség 1940. június 11-én kedvezően fogadta az újszülött darabot. Bartók azonban nem vállalhatta az utazást: lázasan dolgozott otthon népzenei gyűjtésén. Mindent el szeretett volna rendezni, mielőtt rászánja magát a nagyobb útra, az amerikai emigrációra.

## Tételek

### Allegro non troppo

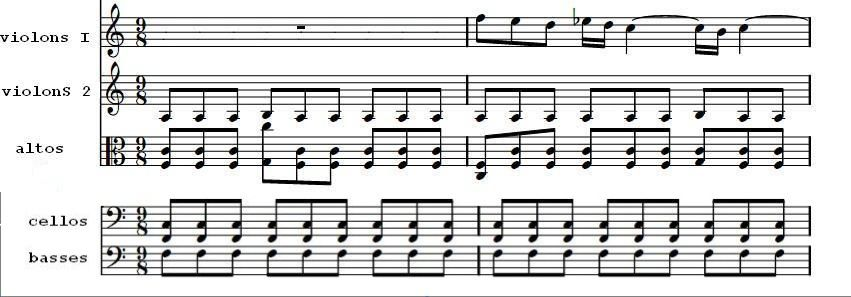
Az I. tétel indító hangjai, főtémája

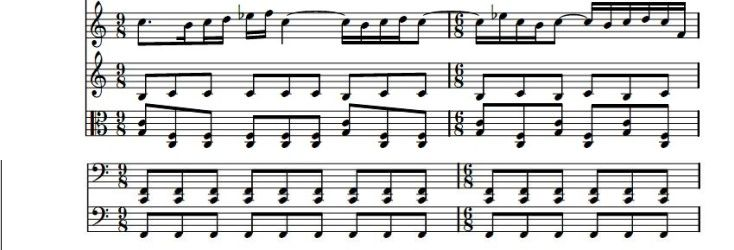
Az I. tétel indító hangjai, főtémája

A vonószenekari darab első tétele a barokk concerto grosso egyenletesen lüktető ritmusvilágát idézi fel, tematikája olykor gyengéd és játékos, máskor lapidáris, tömör. A tétel formája a klasszikus szonátáé: szonátaforma.
Kezdete többek közt épp azáltal erőteljes és derűs, mert kísérete tág líd hangsort ígér, dallama pedig eleinte akusztikus hangsorú. Innen vált mollos színek felé, de szinte csak azért, hogy a szűkebb hangközök teremtette feszültséget hamar oldhassa.
Az egyetlen pulzáló, ritmikus kísérethez büszke tartású, erőteljes, derűt sugárzó főtéma társul. Ez adja meg a mű alapkarakterét. S ha a kezdet mellé tesszük a befejezést, a harmadik tétel végét, kétségünk sem lehet afelől, hogy Bartók zenéje okkal viseli címét. Valóban: szórakoztató muzsika ez, mint a 18. század divertimentói.

### Molto adagio
A tétel elején a kromatikus vergődő dallam egy pentaton hangsorrá tágul, a tétel aranymetszés pontján a magyar népzene legősibb rétege, sirató szólal meg. Ezután a magyar keserves után jeleníti meg a muzsika a gyászmenetet. Pentaton dallamát – a pentatónia leplezetlen utalás a magyarságra – zokogó trillák kísérik.
A lassú tétel emlékeztet a legkevésbé a hajdani szórakoztató muzsikák műfajára, inkább a magány sötét látomásait jeleníti meg a bartóki „éjszaka-zenék” – Szabadban ciklus: Az éjszaka zenéje – stílusában, viszont itt nincs elmerülés a természet fenségébe, mint Bartók régebbi éji zenéiben. A második tétel az antipólus a maga kromatikájával. A felvonulás komor és konok; roppant feszültsége után majd a zárótétel néptánca és mozarti szerenádja hoz oldást. 

### Allegro assai
A zárótétel ismét a zeneszerző népdal-utánérzéseinek egyik remeke, skálaszerű motivikája, érdekes ritmikája és kicsattanó jókedve a hajdani concertók szólóhangszert és együttest váltogató hangszerelésében érvényesül.
A harmadik tételben legfőképpen a józan mixolíd sor uralkodik. Nem a mesés akusztikus skála, nem a lágyabb líd és a harsány dúr, hanem egyike a mértékletesebb, alapjában dúr-jellegű, mégis, az érzékeny vezetőhangot elkerülő soroknak. Ez annak a témának a hangsora, amelyet a rondószerű tétel legfőbb gondolatának nevezhetünk. Amely amolyan magyaros legénytáncként jelenik meg először, hogy aztán utóbb hol fugatót teremtsen belőle a komponista, hol igazi nosztalgikus gitárzenévé alakítva idézze fel, csupa pizzicatóval, játékosan, s csipetnyi iróniával fűszerezve. Ez a mixolíd dallam ad tartást, keretet a tételnek. Ez a biztos pont a kalandozások közepette.

## Hangszerelés
A Divertimento teljes vonószenekarra íródott: I., II. hegedű, mélyhegedű, cselló, nagybőgő, mindegyik szólamban divisi (osztott) felállás van. A legtöbb vonószenekari műtől eltérően a szólamokban minimum: 6 I. hegedű, 6 II. hegedű, 4 mélyhegedű, 4 cselló, 2 nagybőgő szükséges.

## Autográf anyagok
- Partitúra-fogalmazvány (vázlatok a 2. és 19. oldalon, BB 119 vázlatok: 14. p.), a tételek I., III., II. sorrendben (Bartók Péter gyűjteménye: 78FSS1)
- Autográf lichtpaus tisztázat (PB 78FSID1); a Boosey & Hawkes 8326 nagypartitúra elsőkiadás (1940) metszőpéldánya lappang
- A B&H nagypartitúra elsőkiadás egy példánya, javításokkal a zsebpartitúra kiadáshoz (Bartók Péter gyűjteménye: 78FSFC1)

## Média
- Bartók: Divertimento, RIAS Symphony Orchestra, vez.: Fricsay Ferenc (1956)